# Fear the Walking Dead (1.ª temporada)
A primeira temporada de Fear the Walking Dead, uma série de televisão dramática pós-apocalíptica de terror produzida pela AMC, estreou nos Estados Unidos em 23 de agosto de 2015 e terminou em 4 de outubro de 2015, consistindo em 6 episódios. A série é derivada e prequela de The Walking Dead, que é baseada na série de quadrinhos de mesmo nome de Robert Kirkman, Tony Moore e Charlie Adlard. Os produtores executivos são Kirkman, David Alpert, Greg Nicotero, Gale Anne Hurd e Dave Erickson, com Erickson assumindo o papel de showrunner. Em 9 de março de 2015, a AMC anunciou que tinha encomendado a segunda temporada de Fear the Walking Dead. A segunda temporada, composta por 15 episódios, estreou em 10 de abril de 2016.
A temporada segue uma família disfuncional composta por Madison Clark (Kim Dickens), seu noivo Travis Manawa (Cliff Curtis), sua filha Alicia (Alycia Debnam-Carey), seu filho viciado em drogas Nick (Frank Dillane) e o filho de Travis, Chris (Lorenzo James Henrie), de um casamento anterior com Liza Ortiz (Elizabeth Rodriguez). No início do apocalipse zumbi, seu grupo é acompanhado por Daniel Salazar (Rubén Blades), sua esposa Griselda (Patricia Reyes Spíndola) e sua filha Ofelia (Mercedes Mason). As famílias navegam por Los Angeles em busca de um refúgio seguro.

## Elenco e personagens

### Elenco principal
A primeira temporada apresenta oito atores recebendo status de faturamento do elenco principal:
- Kim Dickens como Madison Clark: Uma conselheira de orientação inteligente e dominadora do ensino médio, a mãe de Nick e Alicia e a noiva de Travis.
- Cliff Curtis como Travis Manawa: Um professor de ensino médio resoluto e pacificador, noivo de Madison, pai de Chris e ex-marido de Liza.
- Frank Dillane como Nicholas "Nick" Clark: Um corajoso e abnegado viciado em heroína em recuperação, filho de Madison e irmão de Alicia.
- Alycia Debnam-Carey como Alicia Clark: A impetuosa, porém compassiva, filha de Madison e irmã de Nick.
- Elizabeth Rodriguez como Elizabeth "Liza" Ortiz: Uma estudante de enfermagem séria e cuidadosa, ex-mulher de Travis e mãe de Chris.
- Mercedes Mason como Ofelia Salazar: A obstinada e muito capaz filha de Daniel e sua esposa Griselda.
- Lorenzo James Henrie como Christopher "Chris" Manawa: O filho adolescente rebelde de Travis e Liza, que se torna mais brutal devido à paisagem do mortal novo mundo.
- Rubén Blades como Daniel Salazar: Um corajoso e prático ex-integrante da Sombra Negra, barbeiro, marido de Griselda e pai de Ofélia.

### Elenco de apoio
- Patricia Reyes Spíndola como Griselda Salazar: Mãe de Ofelia, que emigrou de El Salvador com seu marido Daniel para escapar de distúrbios políticos.
- Scott Lawrence como Art "Artie" Costa: O diretor da escola onde Madison e Travis trabalham.
- Lincoln A. Castellanos como Tobias: Um sábio menino do último ano do ensino médio.
- Maestro Harrell como Matt Sale: O namorado de Alicia.
- Shawn Hatosy como Cpl. Andrew Adams: Um militar bem-intencionado com uma disposição emotiva, que está fora de seu elemento.
- Jamie McShane como Lt. Moyers: O líder do contingente da Guarda Nacional encarregado de proteger o bairro de Madison. Ele não leva as queixas dos cidadãos muito a sério e é um canhão solto.
- Sandrine Holt como Dra. Bethany Exner: Uma médica confiante e habilidosa.
- Colman Domingo como Victor Strand: Um empresário inteligente e sofisticado com um passado misterioso.

### Elenco convidado
- Keith Powers como Calvin: O melhor amigo de Nick e traficante de drogas.

## Episódios
| N.º na série | N.º na temp. | Título                                                | Dirigido por    | Escrito por                    | Exibição original      | Audiência (milhões) |
| --- | ------------ | ----------------------------------------------------- | --------------- | ------------------------------ | ---------------------- | ------------------- |
| 1 | 1            | "Pilot" "(Piloto)" (BR)                               | Adam Davidson   | Robert Kirkman & Dave Erickson | 23 de agosto de 2015   | 10.13               |
| Nick desperta em uma antiga e abandonada igreja, encontrando sua namorada Gloria com uma faca cravada em seu abdômen e devorando um cadáver. Enquanto foge, é atropelado e hospitalizado. O médico afirma a Madison e Travis que os relatos de Nick sobre o incidente são alucinações induzidas por heroína, mas Travis acredita em Nick após visitar o local. Alicia fica preocupada com a dependência química de Nick e seu estado mental, desejando levá-lo de volta à reabilitação. No dia seguinte, a escola encerra mais cedo devido ao alto nível de ausência, rumores de uma epidemia e caos crescente. Nick foge do hospital e encontra Calvin, esperando descobrir se as drogas vendidas por ele estavam adulteradas e causaram suas alucinações. Calvin tenta matar Nick para evitar que o denuncie como traficante de drogas. Na luta, Calvin é baleado mortalmente. Depois que Travis e Madison pegam Nick, o zumbificado Calvin os ataca. Nick atropela Calvin repetidamente com uma caminhonete, enquanto os três observam Calvin mutilado ainda virar a cabeça em direção a eles. |              |                                                       |                 |                                |                        |                     |
| 2 | 2            | "So Close, Yet So Far" "(Tão Perto e Tão Longe)" (BR) | Adam Davidson   | Marco Ramirez                  | 30 de agosto de 2015   | 8.18                |
| Após o encontro com Calvin zumbificado, Nick, Madison e Travis escolhem fugir para o deserto e querem que Alicia, Liza e Chris os sigam. Alicia encontra seu namorado Matt doente em sua casa desarrumada. Travis chega e vê uma mordida em Matt, que convence Alicia a sair. O grupo retorna à casa de Madison para pegar suprimentos. Nick sofre de abstinência, então Madison vai à escola onde trabalha buscar oxicodona confiscada para aliviar seus sintomas. Lá, ela encontra Tobias procurando por suprimentos. Um Artie zumbificado tenta morder Tobias, então Madison mata Artie e leva Tobias para casa. O ônibus de Chris fica preso em um engarrafamento causado por um tiroteio zumbi pela polícia. Ele filma o evento e se junta a um protesto contra tiroteios recentes pela polícia, quando Travis e Liza o encontram. Um tumulto irrompe após a polícia matar outro zumbi, mas os Manawa encontram refúgio com os Salazar em sua barbearia fechada. Travis diz a Madison para levar as crianças para o deserto sem ele; que os alcançará. Alicia testemunha seu vizinho transformado, Sr. Dawson, atacando a Sra. Cruz do outro lado da rua, mas Madison a impede de intervir. O grupo dentro da barbearia fica preso, enquanto o tumulto do lado de fora se intensifica para o caos. |              |                                                       |                 |                                |                        |                     |
| 3 | 3            | "The Dog" "(O Cachorro)" (BR)                         | Adam Davidson   | Jack LoGiudice                 | 13 de setembro de 2015 | 7.19                |
| Enquanto o tumulto acontece lá fora, uma multidão incendeia a loja ao lado da barbearia, forçando as famílias Salazar e Manawa a fugir. O grupo chega ao carro de Travis e escapa, mas não antes de Griselda ser ferida por um andaime em colapso. Incapazes de chegar a um hospital, eles dirigem para a casa de Madison, onde Nick, Madison e Alicia temporariamente fogem quando o zumbificado Sr. Dawson tenta entrar. Nick leva Madison e Alicia para a casa ao lado, onde eles pegam uma espingarda. Travis chega e é atacado pelo Sr. Dawson, que é morto a tiros por Daniel. As três famílias decidem passar a noite na casa e ir embora pela manhã. Liza cuida do pé ferido de Griselda, mas observa que Griselda perderá o pé se não for tratada por um médico. Ofelia diz a Daniel que eles deveriam fugir com Travis, mas Daniel insiste que sua família pode sobreviver sozinha e se encontrará com seu primo depois. Na manhã seguinte, enquanto os Clark e Manawa começam a dirigir, a Guarda Nacional chega e isola o quarteirão. Enquanto Travis diz que "tudo vai melhorar", Daniel lamenta dizendo "tarde demais". |              |                                                       |                 |                                |                        |                     |
| 4 | 4            | "Not Fade Away" "(Não Desapareça)" (BR)               | Kari Skogland   | Meaghan Oppenheimer            | 20 de setembro de 2015 | 6.62                |
| Dias após a Guarda Nacional isolar o bairro e transformar em uma Zona Segura, os moradores tentam viver normalmente. Madison está estressada com o trabalho extra causado pelo excesso de ocupação em sua casa e pelo novo papel de Travis como elo civil. Chris mostra um vídeo a Travis e Madison de uma luz piscando do lado de fora da Zona Segura. Travis convence seu vizinho Doug a procurar ajuda psicológica. Nick rouba morfina de um vizinho gravemente doente. Ofelia passa a se envolver com o soldado Adams na tentativa de conseguir medicamentos para sua mãe. Madison troca sinais com a luz piscando na Zona dos Mortos. Ela sai pela cerca para investigar e encontra evidências de que os guardas mataram civis, inclusive os não infectados. Travis descobre que Doug foi hospitalizado por seus problemas de ansiedade. A Dra. Exner determina que Liza não é uma enfermeira de fato, mas pede que ela continue fingindo sob as circunstâncias. Daniel adverte Madison sobre sua experiência em El Salvador, quando os doentes foram levados sob o pretexto de receber hospitalização, mas foram mortos. Os soldados levam Griselda e Nick para um hospital, mas a família de Nick protesta contra sua partida. Liza concorda em ajudar a equipe médica, apesar de não querer deixar o filho. Travis se retira para o telhado e vê o sinal da Zona dos Mortos. Segundos depois, ele ouve tiros, seguidos pela escuridão. |              |                                                       |                 |                                |                        |                     |
| 5 | 5            | "Cobalt" "(Cobalto)" (BR)                             | Kari Skogland   | David Wiener                   | 27 de setembro de 2015 | 6.66                |
| Em uma cela militar, Strand suborna um soldado para salvar Nick, que está com febre, de ser movido. Liza ajuda a Dra. Exner com pacientes no hospital. Chris fica arrasado por Liza ter ido voluntariamente ajudar no hospital, mas Travis promete trazê-la de volta. Madison descobre Daniel interrogando Adams num porão vizinho. Strand recruta Nick para um plano de fuga. Travis convence o esquadrão de Moyers a levá-lo ao hospital para verificar seus amigos. Enquanto estão a caminho, Moyers incentiva Travis a atirar em um zumbi, mas Travis não consegue puxar o gatilho emocionalmente. Os soldados param para ajudar outro esquadrão em um prédio infestado por zumbis, e a maioria desses soldados, incluindo Moyers, é dominada. Os poucos sobreviventes fogem e deixam Travis perto da Zona Segura. Travis descobre que Daniel torturou Adams para revelar o significado de "Cobalt": de manhã, todos os civis serão mortos, e os soldados evacuarão a cidade. Griselda morre de choque séptico no hospital; Liza atira em sua cabeça para evitar que ela se transforme. Daniel visita uma arena esportiva próxima para verificar a história de Adams de que ela foi selada com diversos civis transformados lá dentro. |              |                                                       |                 |                                |                        |                     |
| 6 | 6            | "The Good Man" "(O Bom Homem)" (BR)                   | Stefan Schwartz | Robert Kirkman & Dave Erickson | 4 de outubro de 2015   | 6.86                |
| O grupo vai à sede da Guarda Nacional para resgatar Liza, Griselda e Nick. Adams concorda em ser o guia deles quando Travis o deixa ir. O grupo se infiltra na base depois que Daniel distrai os guardas levando uma horda de zumbis da arena. Travis, Madison, Daniel e Ofelia entram, enquanto Alicia e Chris ficam para trás. Enquanto isso, os zumbis invadem as defesas do perímetro e cercam a base. O grupo de Travis alcança as celas e liberta os detentos antes de se reunir com Nick, Liza e Strand. Eles tentam escapar pela ala médica, onde descobrem que a Dra. Exner assassinou todos os pacientes, já que a evacuação os abandonou. A Dra. Exner conta a eles uma rota de fuga, embora acredite que seja inútil tentar, antes de presumivelmente cometer suicídio. Antes que eles possam escapar, o grupo encontra um Adams vingativo, que atira em Ofelia. Enfurecido, Travis brutalmente espanca Adams e o deixa para morrer. Strand leva o grupo para sua mansão à beira-mar, onde revela a Nick que possui um iate pelo qual planeja escapar, chamado Abigail. Na praia, Liza revela a Madison que foi mordida durante o resgate. Sabendo que não há cura, Liza implora a Madison e Travis para que a matem antes que ela se transforme. Travis promete proteger Chris antes de atirar na cabeça de Liza. |              |                                                       |                 |                                |                        |                     |

## Produção

### Desenvolvimento
Em setembro de 2013, a AMC anunciou que estava desenvolvendo um spin-off de The Walking Dead, com personagens diferentes criados por Robert Kirkman. Em setembro de 2014, a AMC encomendou um episódio piloto, escrito por Kirkman e Dave Erickson, e dirigido por Adam Davidson. Em dezembro de 2014, foi confirmado que o spin-off seria ambientado na cidade de Los Angeles.

### Escolha do elenco
Em dezembro de 2014, os primeiros quatro atores escalados foram anunciados: Kim Dickens como Madison Clark, a protagonista; Cliff Curtis como Travis Manawa, o co-protagonista; Frank Dillane como Nick; e Alycia Debnam-Carey como Alicia. Em abril e maio de 2015, Elizabeth Rodriguez e Mercedes Mason foram anunciadas como regulares, tanto em papéis desconhecidos.

### Filmagens
A produção do episódio piloto começou no início de 2015 e terminou em 6 de fevereiro de 2015. O episódio piloto foi filmado em Los Angeles, Estados Unidos, e os episódios restantes foram filmados em Vancouver, Colúmbia Britânica, no Canadá. A produção nos cinco episódios restantes da primeira temporada começou em 11 de maio de 2015. Adam Davidson, que dirigiu o piloto, também dirigiu o segundo e terceiro episódios da série.

## Recepção

### Resposta da crítica
No Rotten Tomatoes, a temporada tem uma classificação de 76%, com base em 63 avaliações, cuja classificação média é de 6.76/10. O consenso crítico do site diz: "Fear the Walking Dead tem elementos de seu antecessor, mas ainda é mal-humorado e envolvente o suficiente para competir com o original." No Metacritic, a temporada tem uma pontuação de 66 de 100, com base em 33 críticos, indicando "Avaliações geralmente favoráveis".
Elisabeth Vincentelli do The New York Post classificou os dois primeiros episódios três de quatro estrelas, afirmando que "[eles] são um suspense - são grandes exemplos de quão eficaz é um ritmo lento e uma atmosfera mal-humorada." Outra revisão positiva do primeiro episódio veio de Ken Tucker da TV Yahoo, que escreveu: "Fear the Walking Dead tenha um pouco de humor, seja mais artístico do que a série original" e que o elenco é "fantástico". Tim Goodman do The Hollywood Reporter deu uma revisão média, escrevendo, "o primeiro episódio de 90 minutos e o segundo episódio de uma hora, enquanto não são realmente chatos, certamente menos magnéticos do que o original."
Uma das críticas negativas mais severas veio do HitFix, no podcast de Daniel Fienberg e Alan Sepinwall, onde Fienberg chamou o episódio de estreia de "horrível, simplesmente horrível ... tão ruim quanto The Walking Dead já foi no seu pior. Isso é tão ruim. Fiquei meio surpreso ao ver as pessoas sendo generosas com isso. ... Eu pensei que isso era quase involuntariamente ruim." Sepinwall chamou sua avaliação B- de "um pouco generosa".
| - 1ª temporada (2015): Porcentagem de avaliações positivas rastreadas pelo site Rotten Tomatoes | |
|                                                                                                 | Esta página contém um gráfico que utiliza a extensão <graph>. A extensão está temporariamente indisponível e será reativada quando possível. Para mais informações, consulte o ticket T334940. |

### Audiência
A estreia da série nos Estados Unidos atraiu 10,1 milhões de espectadores no total, com 6,3 milhões na área demográfica cobiçada pelo anunciante de 18 a 49 anos, ambos recordes de televisão a cabo para a estreia de uma série. Numerosas estreias internacionais do piloto também estabeleceram recordes de classificação. A primeira temporada teve uma média de 11,2 milhões de espectadores em classificações "live plus-3" (inclui visualização em VOD e DVR dentro de três dias após a transmissão inicial) para se tornar a primeira temporada com maior audiência de qualquer série na história da TV a cabo.
| № | Título                 | Exibição original      | Rating/share (18–49) | Audiência (em milhões) | DVR (18–49) | Audiência em DVR (milhões) | Total (18–49) | Audiência total (em milhões) |
| - | ---------------------- | ---------------------- | -------------------- | ---------------------- | ----------- | -------------------------- | ------------- | ---------------------------- |
| 1 | "Pilot"                | 23 de agosto de 2015   | 4.9                  | 10.13                  | 2.1         | 3.83                       | 7.0           | 13.96                        |
| 2 | "So Close, Yet So Far" | 30 de agosto de 2015   | 4.1                  | 8.18                   | 2.2         | 4.06                       | 6.3           | 12.24                        |
| 3 | "The Dog"              | 13 de setembro de 2015 | 3.6                  | 7.19                   | 2.4         | 3.40                       | 6.0           | 10.59                        |
| 4 | "Not Fade Away"        | 20 de setembro de 2015 | 3.3                  | 6.62                   | 2.0         | 3.75                       | 5.3           | 10.37                        |
| 5 | "Cobalt"               | 27 de setembro de 2015 | 3.4                  | 6.66                   | 1.8         | 3.37                       | 5.3           | 10.03                        |
| 6 | "The Good Man"         | 4 de outubro de 2015   | 3.4                  | 6.86                   | N/A         | N/A                        | N/A           | N/A                          |